# Thorstein Veblen

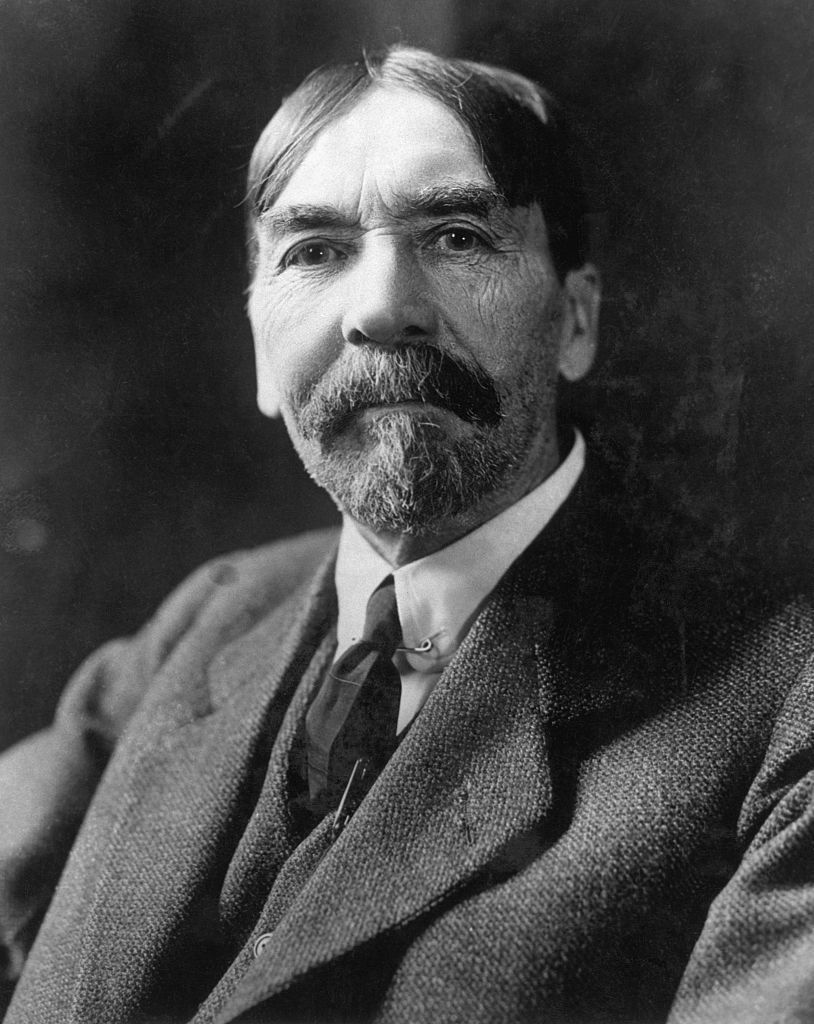
Thorstein Veblen

Thorstein Bunde Veblen (Cato (Wisconsin), 30 juli 1857 - Menlo Park (Californië), 3 augustus 1929) was een Amerikaans econoom en socioloog van Noorse afkomst. Hij is bekend vanwege zijn kritiek op de orthodoxe economische theorieën van zijn tijd. Bij het grotere  publiek is hij bekend door de introductie van het begrip 'opzichtige consumptie' (conspicuous consumption).

## Levensloop

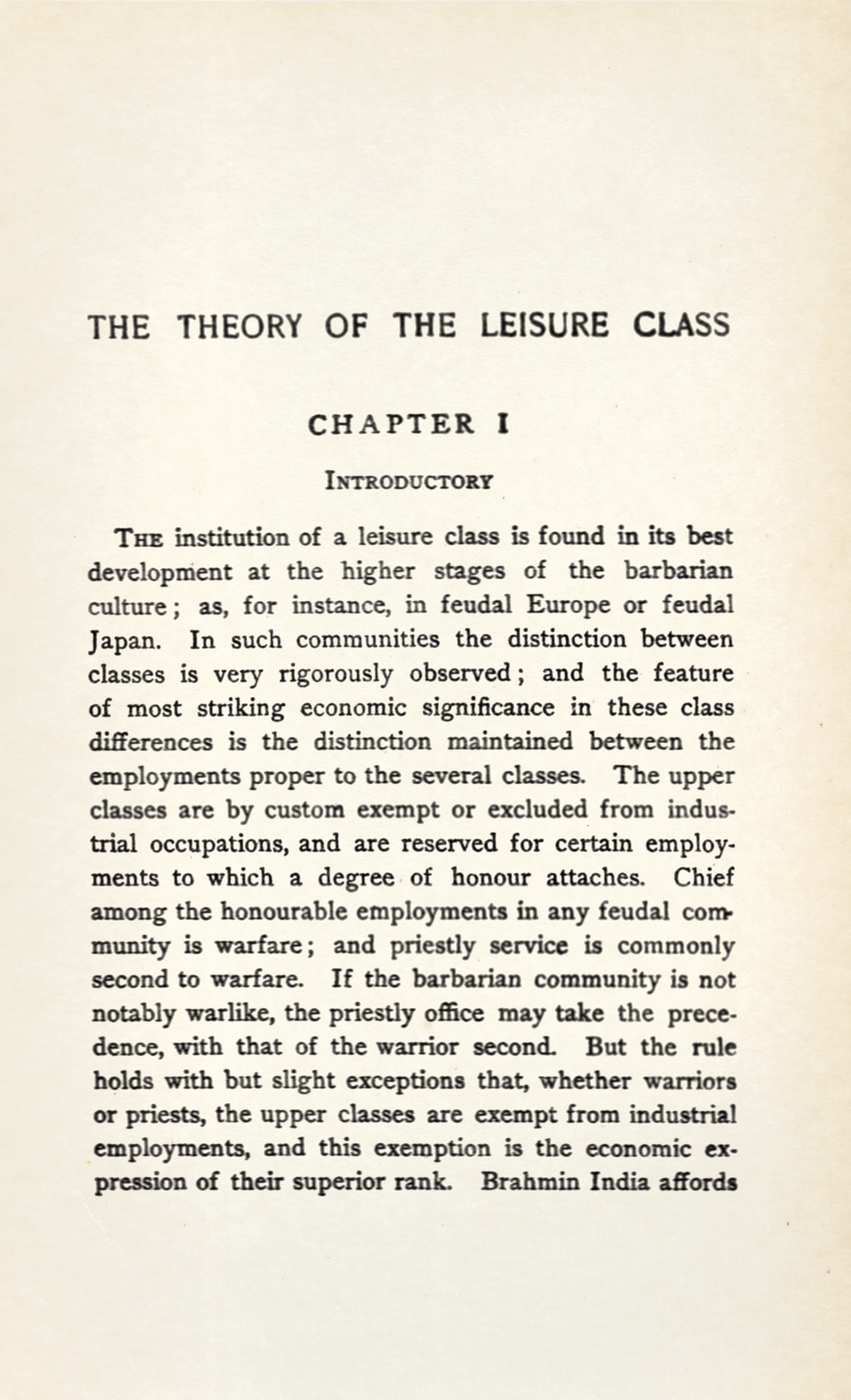
Theory of the leisure class, 1924

Veblen werd geboren in Cato, Wisconsin als vierde van twaalf kinderen als kind van Noorse immigranten. Zijn ouders, Thomas Veblen and Kari Bunde emigreerden in 1847 naar de Verenigde Staten. Hij studeerde af aan Carleton College in Minnesota en studeerde daarna filosofie aan Yale-universiteit en haalde daar in 1884 zijn Ph.D. 
Na zijn studie kon hij geen baan krijgen en ging terug naar zijn vaders boerderij in Wisconsin, waar hij zeven jaar intensief verder studeerde. Hij schreef zich daarna in als graduate student aan Cornell en werd daar 'ontdekt' door J. Laurence Laughlin die hem, bij zijn eigen benoeming als hoofd van de economische faculteit, naar de pas opgerichte Universiteit van Chicago meenam als fellow in economics.
Daar schreef Veblen in 1899 zijn in de 21e eeuw nog steeds gelezen en veelvuldig geciteerde werk The theory of the leisure class; an economic study of institutions. Hierin trachtte Veblen de evolutietheorie van Darwin op het moderne economische leven toe te passen. In hetzelfde werk analyseerde hij de verborgen statusmotieven achter de vrijetijdsbestedingen, sport, godsdienstbeoefening en esthetische uitingen van de heersende klasse.  
Ondanks het feit dat dit boek een (vooral literair) groot succes was, verliep Veblens verdere academische carrière, mede door zijn onconventionele levenswijze, weinig succesvol. Maar na tweemaal wegens huwelijksschandalen ontslagen geweest te zijn door Chicago en de Stanford-universiteit, hervond hij een productieve periode als docent aan de Universiteit van Missouri. De belangrijkste werken uit die tijd waren: The instinct of workmanship and the state of the industrial arts (1914), Imperial Germany and the industrial revolution (1915) en An inquiry into the nature of peace and the terms of its perpetuation (1917).
Na een kort intermezzo bij de Food Administration in Washington DC publiceerde hij in 1919 The vested interests and the common man. 
Zijn laatste jaren waren ongelukkig en hij sloot zich systematisch van de buitenwereld af. C. Wright Mills schreef een voortreffelijke analyse van Veblen in zijn voorwoord bij de Mentor pocket book uitgave van 1953 van Theory of the leisure class.

## Veblens geschriften
Veblen ontwikkelde een 20e-eeuwse evolutionaire economie op basis van Darwinistische principes en op basis van nieuwe ideeën die afkomstig waren uit de antropologie, sociologie en psychologie. Dit in tegenstelling tot de neoklassieke theorie, die in dezelfde periode haar oorsprong vond. Veblen beschouwde economisch gedrag als sociaal bepaald en zag economische organisatie als een voortdurend evolutionair proces. Veblen wees elke theorie op basis van individuele actie of op basis van enige innerlijke persoonlijke motivatie met kracht van de hand. Dergelijke theorieën waren volgens Veblen hem “onwetenschappelijk”. Deze evolutie werd gedreven door de menselijke instincten van nabootsing, jacht, vakmanschap, drang naar kinderen en ijdele nieuwsgierigheid.
Veblen wilde dat economen inzicht hadden in de effecten van sociale en culturele veranderingen op economische veranderingen. In de The theory of the Leisure Class spelen de instincten van nabootsing en jagen een grote rol. Zowel rijke als arme mensen  proberen elkaar te imponeren om voordeel te behalen door middel van wat Veblen "conspicuous consumption" (opzichtige consumptie) noemde en de mogelijkheid om deel te nemen aan het besteden van zogenaamde "opzichtige vrije tijd." In dit werk stelde Veblen dat consumptie wordt ingezet als een manier om status te winnen en te bevestigen. Als bijproduct van "opzichtige consumptie" trad vaak “opzichtige verspilling" op, iets wat Veblen verafschuwde.
In de The Theory of Business Enterprise, een werk dat in 1904 tijdens het hoogtepunt van de Amerikaanse bezorgdheid over de groei van de conglomeraten en trusts werd gepubliceerd, paste Veblen zijn evolutionaire analyse toe in een poging om een verklaring te vinden voor deze nieuwe vormen van economische organisatie. Hij zag deze verschijnselen als een gevolg van de groei van de industriële processen in een context van kleine bedrijven die eerder waren ontstaan om de ambachtelijke productie te organiseren. De nieuwe industriële processen zetten aan tot integratie en voorzagen in lucratieve mogelijkheden voor hen die deze processen manageden. Wat resulteerde was, zoals Veblen het zag, een conflict tussen ondernemers en ingenieurs, waar de zakenmensen de oudere orde vertegenwoordigden en de ingenieurs als vernieuwers golden die de dingen op een nieuwe manieren willen doen. In combinatie met de tendensen beschreven in The Theory of the Leisure Class, resulteerde dit conflict in verspilling en "jacht", die diende om de sociale status van hen te verbeteren die konden profiteren van roofzuchtige aanspraken op goederen en diensten.
Veblen veralgemeende dit conflict tussen ondernemers en ingenieurs door te zeggen dat er in de menselijke samenleving altijd sprake zal zijn van conflicten  tussen de bestaande normen met gevestigde belangen en nieuwe normen die voortkomen uit een aangeboren menselijke neiging om de fysieke wereld te manipuleren en er over te leren. Hij heeft zijn model ook veralgemeend om zijn theorie van instincten, evolutieprocessen zoals Veblen deze had overgenomen van Sumner, maar versterkt door zijn eigen opvatting van evolutionaire wetenschap en pragmatisme, zoals hij deze als eerste van Peirce had geleerd. Het instinct van de ijdele nieuwsgierigheid leidt de mens er toe om de natuur op nieuwe manieren te manipuleren en dit leidde tot veranderingen in wat hij de materiële middelen van het leven noemde.
Omdat volgens de pragmatici onze ideeën over de wereld eerdere een menselijke constructie zijn dan een weergave van de realiteit, leiden veranderende manieren om de natuur te manipuleren tot veranderende constructies en tot zowel veranderende noties van waarheid en autoriteit alsook van gedragspatronen (instituties). Samenlevingen en economieën ontwikkelen zich als een gevolg daarvan, maar zij doen dit via een proces van conflicten  tussen gevestigde belangen en conflicten tussen oudere en nieuwere vormen. Veblen beweerde in zijn werken nooit met enig vertrouwen dat de nieuwe manieren beter waren dan de oude, maar hij was er in de laatste drie decennia van zijn leven zeker van dat de Amerikaanse economie bij afwezigheid van gevestigde belangen, meer zou kunnen produceren voor meer mensen. In de jaren net na de Eerste Wereldoorlog zag hij voor ingenieurs een rol weggelegd om de Amerikaanse economie efficiënter te maken.
Naast de The Theory of the Leisure Class en de The Theory of Business Enterprise blijven 
Veblens monografie "Imperial Germany and the Industrial Revolution" en zijn vele essays, waaronder "Why is Economics Not an Evolutionary Science" en "The Place of Science in Modern Civilization" tot op heden invloedrijk.

## Publicaties
Tot de gepubliceerde werken van Thorstein Veblen behoren:
- 1899: The theory of the leisure class: An economic study of institutions. New York : Macmillan Company. Nederlands: De theorie van de nietsdoende klasse. Amsterdam : Arbeiderspers, vertaling Bart Tromp & L. Ingberg, 1974.[1]
- 1904: The Theory of Business Enterprise.
- 1915: Imperial Germany and the industrial revolution / by Thorstein Veblen.
- 1918: The Higher Learning In America: A Memorandum On the Conduct of Universities By Business Men.
- 1919: The place of science in modern civilization, and other essays. New York : B.W. Huebsch.
- 1923: Absentee ownership and business enterprise in recent times: The case of America. New York : Huebsch.

Over Veblen, een selectie
- Joseph Dorfman (1935). Thorstein Veblen and his America. New York : Viking Press.
- Peter von Haselberg (1962). Funktionalismus und Irrationalität: Studien über Thorstein Veblens 'Theory of the leisure class'. Frankfurt am Main : Europäische Verlagsanstalt.
- P.L. van Elderen (1991). De triomf der ironie: Thorstein Veblen (1857-1929) als radicaal-burgerlijk criticus van de moderne cultuur. Tilburg : Tilburg University Press